# Москвин, Григорий Николаевич
Григорий Николаевич Москви́н (21 ноября 1909, Сормово — 2 октября 1986) — советский инженер-танкостроитель, специалист по компоновке танкового вооружения, участник создания тяжёлых танков Т-35, КВ-220, Т-100, артиллерийских установок СУ-14, КВ-7 и других, лауреат Сталинской премии 1-й степени, кавалер ордена Ленина.

## Биография
Родился в 1909 году в городе Сормово, в интеллигентной семье крупного специалиста железнодорожника. Отец — Николай Дмитриевич, мать — Вера Семёновна. В середине 1910-х вместе с родителями перебрался в Царское Село. По окончании средней образовательной школы попытался поступить в технический вуз, но потерпел неудачу из-за своего непролетарского происхождения. В мае 1929 года начал работать на должности техника-чертёжника в Северо-Западном управлении внутренних водных путей, через год перешёл на должность конструктора на заводе «Светлана».
В ноябре 1931 года был призван на действительную военную службу в рядах РККА и направлен в конструкторское бюро Артиллерийского НИИ (Ленинград). Первой технической задачей стала разработка артиллерийских снарядов, оснащённых пороховыми двигателями и раскрывающимися стабилизаторами для ведения огня из гладкоствольных орудий. Спустя год Григорий Николаевич получил должность старшего инженера-конструктора Опытного конструкторско-машиностроительного отдела (ОКМО), первым его заданием была разработка чертежей гусеничного трака самоходной артиллерийской установки СУ-14. Затем последовала разработка одного из возможных вариантов ходовой части тяжёлого танка Т-35 и оптимизация компоновки самоходных артиллерийских установок так называемого «малого триплекса»: СУ-5-1, СУ-5-2, СУ-5-3; эта работа была завершена в 1934 году передачей чертежей и технической документации в производство на заводе № 174 им. Ворошилова.
Следующими проектами стали выпуск рабочих чертежей, изготовление опытного экземпляра и испытания зенитной самоходной установки СУ-6 на базе лёгкого танка Т-26, разработка башни с вооружением экспериментального танка Т-46-5, а также обеспечение плавной наводки артиллерийского орудия, проработка системы стабилизации орудия и экранирование внутренней поверхности боевого отделения слоем резины для защиты экипажа от поражения сколами брони при непробитии башни снарядами. Некоторое время Москвин занимался конструктивными экспериментами с компоновкой тяжёлых танков на заводе № 185.
В октябре 1938 года уволен с завода № 185 в связи с арестом органами госпезопасности его старшего брата Семёна. Спустя два месяца начал работать старшим инженером-конструктором в ленинградской организации «Буммашпроект», а через год перешёл в Институт инженеров железнодорожного транспорта, где принял участие в создании нового путеукладчика; затем перебрался в бюро по строительству шахт.
В августе 1940 года Москвин принят на работу в СКБ-2 Кировского завода, которым руководил Жозеф Котин, впоследствии принимал участие в компоновке нового вооружения в башне тяжёлого танка КВ-220. С марта 1941 Москвиным велась разработка боевого отделения лёгкого танка сопровождения пехоты «Объект 211» для замены Т-26, который позже получил название Т-50. В конце сентября 1941 года Григорий Николаевич был эвакуирован из Ленинграда в Челябинск для продолжения работы на Челябинском Кировском заводе (ЧКЗ). В ноябре им велась разработка блока вооружения артиллерийского танка КВ-7, который был размещён в стеснённом пространстве боевой рубки на усиленной стальной раме при помощи «карданного подвеса». Такая компоновка позволила обеспечить компактность при относительно большом диапазоне углов наведения в горизонтальной и вертикальной плоскостях. Рамочная конструкция размещения артиллерийского вооружения в дальнейшем нашла своё применения на большинстве САУ советского производства.
С 13 апреля 1942 года Москвин занимался проектом разработки среднего танка усиленного бронирования КВ-13 под руководством Николая Цейца; отвечал за общую компоновку машины. За новаторские технические решения, принятые в процессе разработки общей компоновки танка КВ-1С был награждён орденом «Знак Почёта».
В конце 1942 года Григорий Николаевич выполнил общую компоновку и компоновку боевого отделения с новым артиллерийским орудием в возобновленном проекте танка КВ-13, а в начале 1943 вошёл в конструкторскую группу по разработке новой САУ «Объект 236» на базе танка КВ-1С, которая впоследствии была принята на вооружение под названием СУ-152. В июне осуществил переработку конструкции СУ-152 под новую базу (танк ИС); впоследствии, за создание нового семейства советских тяжёлых САУ был удостоен Сталинской премии 1-й степени.
В августе 1943 года в связи с изменениями в руководстве Наркомтанкпрома становится старшим инженером-конструктором Опытного завода № 100. В следующем году был награждён орденом Ленина за разработку и внедрение в производство новых тяжёлых танков семейства ИС.
Москвин спроектировал новый вид носовой части корпуса, который впервые был реализован в тяжёлом танке ИС-3 под названием «щучий нос».
В декабре 1945 года Григорий Николаевич вернулся из эвакуации в Ленинград на работу в филиале завода № 100; занимался проектом безбашенной плавающей артиллерийской самоходной установки, затем работал над проектом САУ со 152-мм пушкой большой мощности БМ-152. В 1946 году получил авторское свидетельство на изобретение нового способа боковой защиты гнутым бортовым листом, который применялся на танках ИС-7 и Т-10. Со следующего года он вошёл в группу конструкторов, которая вела разработку эжекционной системы охлаждения двигателя танка ИС-7; в то же время занимался вопросами плавучести гусеничной техники.
4 июня 1949 года Москвин был назначен начальником КБ отдела № 20 ВНИИ-100; работая над проектом нового тяжёлого танка, получил авторское свидетельство № 12812 на систему стабилизации поля зрения в прицельном устройстве. С сентября 1949 года под руководством главного инженера института ВНИИ-100 П. К. Ворошилова принимал участие в разработке обводов корпуса и геометрии волноотражательного щитка для плавающего танка «Объект 740» (будущий ПТ-76); за создание водомётного движителя для «Объекта 740» и «Объекта 750» получил авторское свидетельство № 12876.
В 1954 году после реорганизации структуры института Григорий Николаевич стал начальником отдела № 9 или отдела плавающих машин и плавсредств; вёл разработку навесных понтонов («Объект 485») для основного боевого танка Т-54. В 1957 году получил авторское свидетельство № 12605 за разработку «Объекта 485», который был принят на вооружение частей Советской Армии под названием ПСТ-54. 9 июня 1961 года Москвин получил под своё руководство отдел № 21 специальных колёсных машин высокой проходимости.
Совместно со специалистами КБ С. П. Королёва занимался отработкой технического концепта дистанционно управляемого аппарата «Луноход». Сохранились свидетельства, что в изысканиях и спорах о выборе типа движителя он изначально отстаивал схему с многоосным колёсным шасси.
Ушёл на пенсию 25 мая 1972 года. 2 октября 1986 года скончался после тяжёлой болезни.